# Formica pallidefulva
Formica pallidefulva é uma espécie de formiga do gênero Formica, pertencente à subfamília Formicinae.